# Чемпионат Европы по пляжному волейболу
Чемпионаты Европы по пляжному волейболу проводятся под эгидой Европейской конфедерации волейбола с 1993 года для мужских команд и с 1994 года для женщин.

## Призёры соревнований

### Женщины
| Год  | Город                              | 1-е место                                 | 2-е место                            | 3-е место                               |
| ---- | ---------------------------------- | ----------------------------------------- | ------------------------------------ | --------------------------------------- |
| 1994 | Эшпинью                            | Беата Бюлер / Даня Мюш                    | Мартина Гудцова / Долорес Сторкова   | Луцилла Перротта / Кристиана Парензан   |
| 1995 | Сен-Ке-Портриё                     | Беата Паетов / Кордула Боргер             | Мерита Бернстен / Рагни Хестад       | Беата Бюлер / Даня Мюш                  |
| 1996 | Пескара                            | Ева Целбова / Соня Новакова               | Беата Бюлер / Даня Мюш               | Лаура Брускини / Анна-Мария Солацци     |
| 1997 | Риччоне                            | Лаура Брускини / Анна-Мария Солацци       | Даниэла Гаттелли / Луцилла Перротта  | Ева Целбова / Соня Новакова             |
| 1998 | Родос                              | Ева Целбова / Соня Новакова               | Дебора Кадейк / Ребекка Кадейк       | Лаура Брускини / Анна-Мария Солацци     |
| 1999 | Пальма                             | Лаура Брускини / Анна-Мария Солацци       | Аннабель Праверман / Сесиль Риго     | Ева Целбова / Соня Новакова             |
| 2000 | Бильбао                            | Лаура Брускини / Анна-Мария Солацци       | Яна Фольмер / Даня Мюш               | Дебора Кадейк / Ребекка Кадейк          |
| 2001 | Езоло                              | Вассилики Карадассиу / Эфросини Сфири     | Симоне Кун / Николь Шнидер-Бенуа     | Андреа Аман / Ульрике Шмидт             |
| 2002 | Базель                             | Даниэла Гаттелли / Луцилла Перротта       | Ребекка Кадейк / Марит Ленстра       | Ева Целбова / Соня Новакова             |
| 2003 | Алания                             | Штефани Поль / Окка Рау                   | Андреа Аман / Яна Фольмер            | Даниэла Гаттелли / Луцилла Перротта     |
| 2004 | Тиммендорфер-Штранд                | Симоне Кун / Николь Шнидер-Бенуа          | Сюзанна Глеснес / Катрин Мосейде     | Даниэла Гаттелли / Люсилла Перротта     |
| 2005 | Москва                             | Вассилики Карадассиу / Вассилики Арванити | Ребекка Кадейк / Мерель Морен        | Штефани Поль / Окка Рау                 |
| 2006 | Гаага                              | Александра Ширяева / Наталья Урядова      | Ребекка Кадейк / Мерель Морен        | Нила-Анн Хокедаль / Ингрид Тёрлен       |
| 2007 | Валенсия                           | Вассилики Карадассиу / Вассилики Арванити | Сара Голлер / Лаура Людвиг           | Нила-Анн Хокедаль / Ингрид Тёрлен       |
| 2008 | Гамбург                            | Сара Голлер / Лаура Людвиг                | Нила-Анн Хокедаль / Ингрид Тёрлен    | Сюзанна Глеснес / Катрин Мосейде        |
| 2009 | Сочи                               | Ингуна Минуса / Инесе Юрсоне              | Сара Голлер / Лаура Людвиг           | Симоне Кун / Надин Цумкер               |
| 2010 | Берлин                             | Сара Голлер / Лаура Людвиг                | Катрин Хольтвик / Илька Земмлер      | Эмилия Нистрём / Эрика Нистрём          |
| 2011 | Кристиансанн                       | Грета Чиколари / Марта Менегатти          | Барбара Ханзель / Сара Монтаньоли    | Сара Голлер / Лаура Людвиг              |
| 2012 | Схевенинген                        | Санне Кейзер / Марлен ван Ирсель          | Вассилики Арванити / Мария Царцани   | Эльза Бакерисо / Лилиана Фернандес      |
| 2013 | Клагенфурт-ам-Вёртерзе             | Дорис Швайгер / Стефани Швайгер           | Эльза Бакерисо / Лилиана Фернандес   | Лаура Людвиг / Кира Валькенхорст        |
| 2014 | Куарту-Сант-Элена                  | Маделейн Меппелинк / Марлен ван Ирсель    | Таня Горицанец / Таня Хюберли        | Лаура Людвиг / Кира Валькенхорст        |
| 2015 | Клагенфурт-ам-Вёртерзе             | Лаура Людвиг / Кира Валькенхорст          | Евгения Уколова / Екатерина Бирлова  | Кинга Колосиньская / Моника Бжостек     |
| 2016 | Биль                               | Лаура Людвиг / Кира Валькенхорст          | Маркета Слукова / Барбора Германнова | Карла Боргер / Бритта Бюте              |
| 2017 | Юрмала                             | Надя Гленцке / Юлия Гросснер              | Кристина Колочова / Михала Квапилова | Шанталь Лабуройр / Юлия Зуде            |
| 2018 | Гаага, Роттердам, Апелдорн, Утрехт | Санне Кейзер / Маделейн Меппелинк         | Нина Бетшарт / Таня Хюберли          | Барбора Германнова / Маркета Слукова    |
| 2019 | Москва                             | Тина Граудиня / Анастасия Кравченок       | Катажина Кочёлек / Кинга Войтасик    | Эльза Бакерисо / Лилиана Фернандес      |
| 2020 | Юрмала                             | Йоана Хайдрих / Анук Верже-Депре          | Ким Беренс / Цинья Тилльман          | Надежда Макрогузова / Светлана Холомина |
| 2021 | Вена                               | Таня Хюберли / Нина Бетшарт               | Катя Стам / Раиса Схон               | Карла Боргер / Юлия Зуде                |
| 2022 | Мюнхен                             | Тина Граудиня / Анастасия Кравченок       | Таня Хюберли / Нина Бруннер          | Катя Стам / Раиса Схон                  |
| 2023 | Вена                               | Таня Хюберли / Нина Бруннер               | Даниэла Альварес / Таня Морено       | Лаура Людвиг / Луиза Липпман            |
| 2024 | Гаага, Арнем, Апелдорн             | Свенья Мюллер / Цинья Тилльман            | Валентина Готтарди / Марта Менегатти | Эсме Бёбнер / Зоэ Верже-Депре           |
| 2025 | Дюссельдорф                        | Марина Хладун / Татьяна Лазаренко         | Клеманс Виейра / Алина Шамеро        | Свенья Мюллер / Цинья Верже-Депре       |

### Мужчины
| Год  | Город                              | 1-е место                             | 2-е место                                  | 3-е место                               |
| ---- | ---------------------------------- | ------------------------------------- | ------------------------------------------ | --------------------------------------- |
| 1993 | Альмерия                           | Жан-Филипп Жодар / Кристиан Пениго    | Ян Квальхейм / Бьёрн Мосейде               | Андреа Гьюрги / Дионизио Лекуагле       |
| 1994 | Альмерия                           | Ян Квальхейм / Бьёрн Мосейде          | Хавьер Босма / Сантьяго Агилера            | Йорг Аман / Аксель Хагер                |
| 1995 | Сен-Ке-Портриё                     | Марко Клок / Мишель ван дер Кёйп      | Милан Дзаворонок / Вацлав Фикар            | Дионизио Лекуагле / Пьеро Антонини      |
| 1996 | Пескара                            | Михаэль Палинек / Марек Пакоста       | Йорг Аман / Аксель Хагер                   | Никола Григоло / Андреа Гьюрги          |
| 1997 | Риччоне                            | Вегард Хойдален / Йорре Хьемперуд     | Ян Квальхейм / Бьёрн Мосейде               | Мартин Ласига / Поль Ласига             |
| 1998 | Родос                              | Мартин Ласига / Поль Ласига           | Ян Квальхейм / Бьёрн Мосейде               | Вегард Хойдален / Йорре Хьемперуд       |
| 1999 | Пальма                             | Мартин Ласига / Поль Ласига           | Хавьер Босма / Фабио Диас                  | Ян Квальхейм / Бьёрн Мосейде            |
| 2000 | Бильбао                            | Мартин Ласига / Поль Ласига           | Маркус Эггер / Саша Хайер                  | Вегард Хойдален / Йорре Хьемперуд       |
| 2001 | Езоло                              | Маркус Эггер / Саша Хайер             | Мартин Ласига / Поль Ласига                | Вегард Хойдален / Йорре Хьемперуд       |
| 2002 | Базель                             | Маркус Дикман / Йонас Рекерман        | Мартин Ласига / Поль Ласига                | Вегард Хойдален / Йорре Хьемперуд       |
| 2003 | Алания                             | Ник Бергер / Клеменс Допплер          | Маркус Дикман / Йонас Рекерман             | Маркус Эггер / Саша Хайер               |
| 2004 | Тиммендорфер-Штранд                | Маркус Дикман / Йонас Рекерман        | Маркус Эггер / Саша Хайер                  | Патрик Хойшер / Штефан Кобель           |
| 2005 | Москва                             | Пабло Эррера / Рауль Меса             | Патрик Хойшер / Штефан Кобель              | Маркус Дикман / Йонас Рекерман          |
| 2006 | Гаага                              | Юлиус Бринк / Кристоф Дикман          | Йохем де Грёйтер / Гейс Роннес             | Патрик Хойшер / Штефан Кобель           |
| 2007 | Валенсия                           | Клеменс Допплер / Питер Гартмайер     | Рейндер Нюммердор / Рихард Схёйл           | Дэвид Клемперер / Эрик Коренг           |
| 2008 | Гамбург                            | Рейндер Нюммердор / Рихард Схёйл      | Кай Матысик / Штефан Уман                  | Дмитрий Барсук / Игорь Колодинский      |
| 2009 | Сочи                               | Рейндер Нюммердор / Рихард Схёйл      | Флориан Гош / Александр Хорст              | Пабло Эррера / Адриан Гавира            |
| 2010 | Берлин                             | Рейндер Нюммердор / Рихард Схёйл      | Клеменс Допплер / Маттиас Меллитзер        | Мартиньш Плявиньш / Янис Шмединьш       |
| 2011 | Кристиансанн                       | Юлиус Бринк / Йонас Рекерман          | Йонатан Эрдман / Кай Матысик               | Рейндер Нюммердор / Рихард Схёйл        |
| 2012 | Схевенинген                        | Юлиус Бринк / Йонас Рекерман          | Эмил Борсма / Дан Спайкерс                 | Тарьел Скарлунд / Мартин Спиннангр      |
| 2013 | Клагенфурт-ам-Вёртерзе             | Адриан Гавира / Пабло Эррера          | Александр Самойлов / Янис Шмединьш         | Гжегож Фиялек / Мариуш Прудель          |
| 2014 | Куарту-Сант-Элена                  | Паоло Николаи / Даниэле Лупо          | Александр Самойлов / Янис Шмединьш         | Клеменс Допплер / Александр Хорст       |
| 2015 | Клагенфурт-ам-Вёртерзе             | Александр Самойлов / Янис Шмединьш    | Алекс Раньери / Адриан Карамбула           | Рейндер Нюммердор / Кристиан Варенхорст |
| 2016 | Биль                               | Паоло Николаи / Даниэле Лупо          | Константин Семёнов / Вячеслав Красильников | Гжегож Фиялек / Мариуш Прудель          |
| 2017 | Юрмала                             | Паоло Николаи / Даниэле Лупо          | Александр Самойлов / Янис Шмединьш         | Александер Брауэр / Роберт Меувсен      |
| 2018 | Гаага, Роттердам, Апелдорн, Утрехт | Андерс Мол / Кристиан Сёрум           | Александр Самойлов / Янис Шмединьш         | Пабло Эррера / Адриан Гавира            |
| 2019 | Москва                             | Андерс Мол / Кристиан Сёрум           | Константин Семёнов / Илья Лешуков          | Мартин Эрмакора / Мориц Пристауц        |
| 2020 | Юрмала                             | Андерс Мол / Кристиан Сёрум           | Вячеслав Красильников / Олег Стояновский   | Паоло Николаи / Даниэле Лупо            |
| 2021 | Вена                               | Андерс Мол / Кристиан Сёрум           | Стефан Бурманс / Йорик де Грот             | Пётр Кантор / Бартош Лосяк              |
| 2022 | Мюнхен                             | Давид Оман / Йонатан Хельвиг          | Ондржей Перушич / Давид Швайнер            | Андерс Мол / Кристиан Сёрум             |
| 2023 | Вена                               | Давид Оман / Йонатан Хельвиг          | Леон Луини / Йорик де Грот                 | Сергей Попов / Эдуард Резник            |
| 2024 | Гаага, Арнем, Апелдорн             | Мартиньш Плявиньш / Кристиан Фокеротс | Нильс Элерс / Клеменс Виклер               | Стевен ван де Велде / Мэттью Иммерс     |
| 2025 | Дюссельдорф                        | Андерс Мол / Кристиан Сёрум           | Давид Оман / Йонаган Хельвиг               | Стевен ван де Велде / Александр Брауэр  |